# Foller (Adelsgeschlecht)

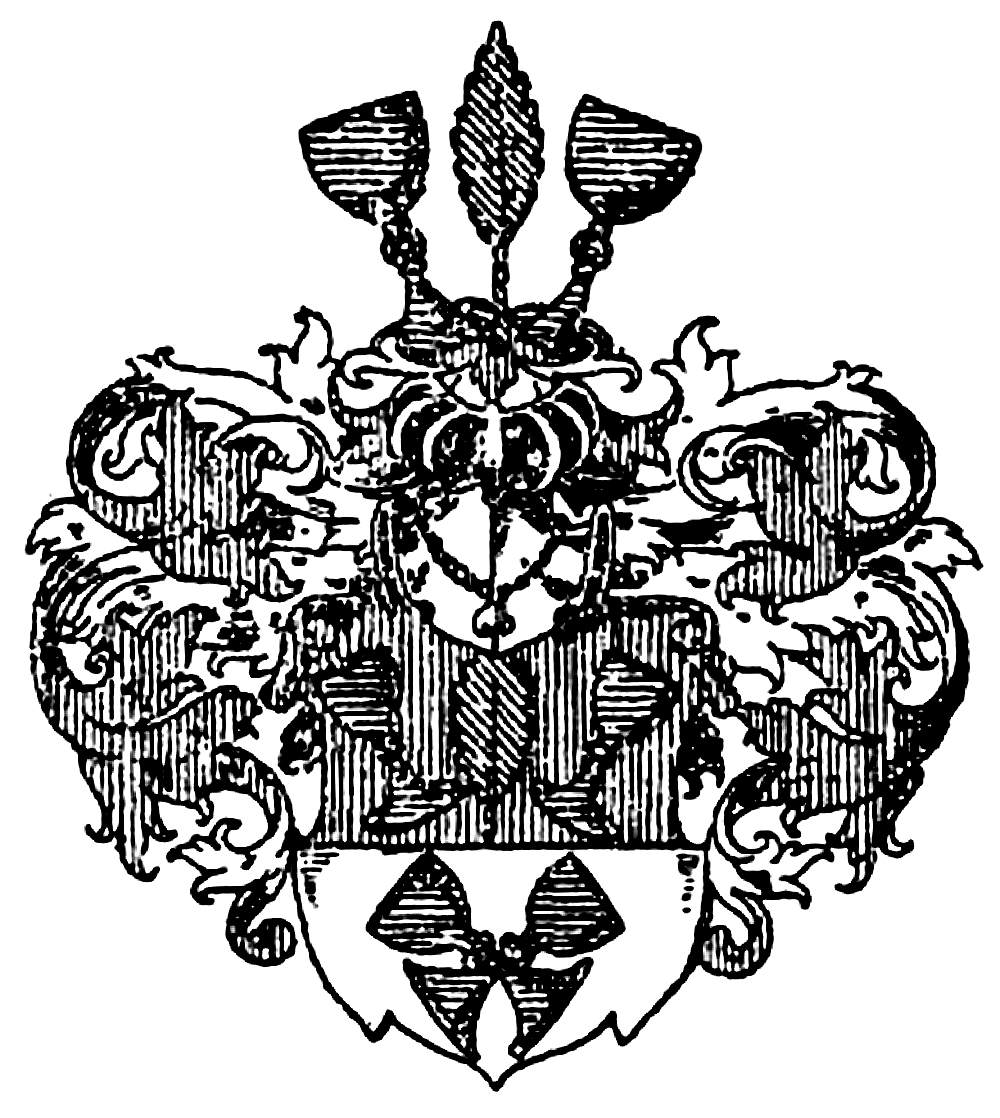
Wappen derer von Foller

Foller, historisch auch Follert, ist der Name eines preußischen Adelsgeschlechts.

## Geschichte
Das Geschlecht soll aus dem Fürstentum Halberstadt stammen und ist mit dem Deutschen Orden nach Preußen gelangt. Die Stammreihe beginnt mit Hans von Foller um die Mitte des 16. Jahrhunderts in Preußen. Dessen Sohn Heinrich von Foller († 1593) war Rüstmeister von Herzog Albrecht und Amtshauptmann zu Neuhausen und begründete mit dem Erwerb von Mischen, Backelfeld, Perucken, Zielkheim, Regitten, Mankau und Erkritten den ausgebreiteten Gutsbesitz der Familie, der jedoch bis zum Ausgang des 18. Jahrhunderts in fremde Hände kam. Spätere Glieder der Familie konnten sich in der Armee und Verwaltung hervortun. So hat Benjamin von Foller (1760–1819) als Major im Dragonerregiment (Nr. 1) im Jahre 1807 den Orden Pour le Mérite erhalten.

## Bekannte Familienmitglieder
- Ludwig Gustav von Foller (1677–1750), preußischer Landrat und Amtshauptmann zu Rhein
- Friedrich von Foller (1710–1769), preußischer Tribunalsrat und Justizdirektor[3]
- Gustav Friedrich von Foller (1767–1842),  preußischer Kriegs- und Domänenrat und Landrat des Kreises Neustettin
- Albert von Foller (1789–1868), preußischer Generalmajor

## Wappen
Das Wappen ist geteilt, oben in Rot ein aufgerichtetes grünes Weinblatt zwischen zwei schrägauswärts gestellten blauen Weingläsern, unten in Silber zwei schrägeinwärts gekreuzte Weingläser. Auf dem Helm mit rot-silbernen Decken die obere Schildfigur. Die Blasonierungen im JddA, im GHdA und in Siebmachers Wappenbüchern variieren bei der Tingierung der Gläser und bei den Blättern bzw. Weinreben.

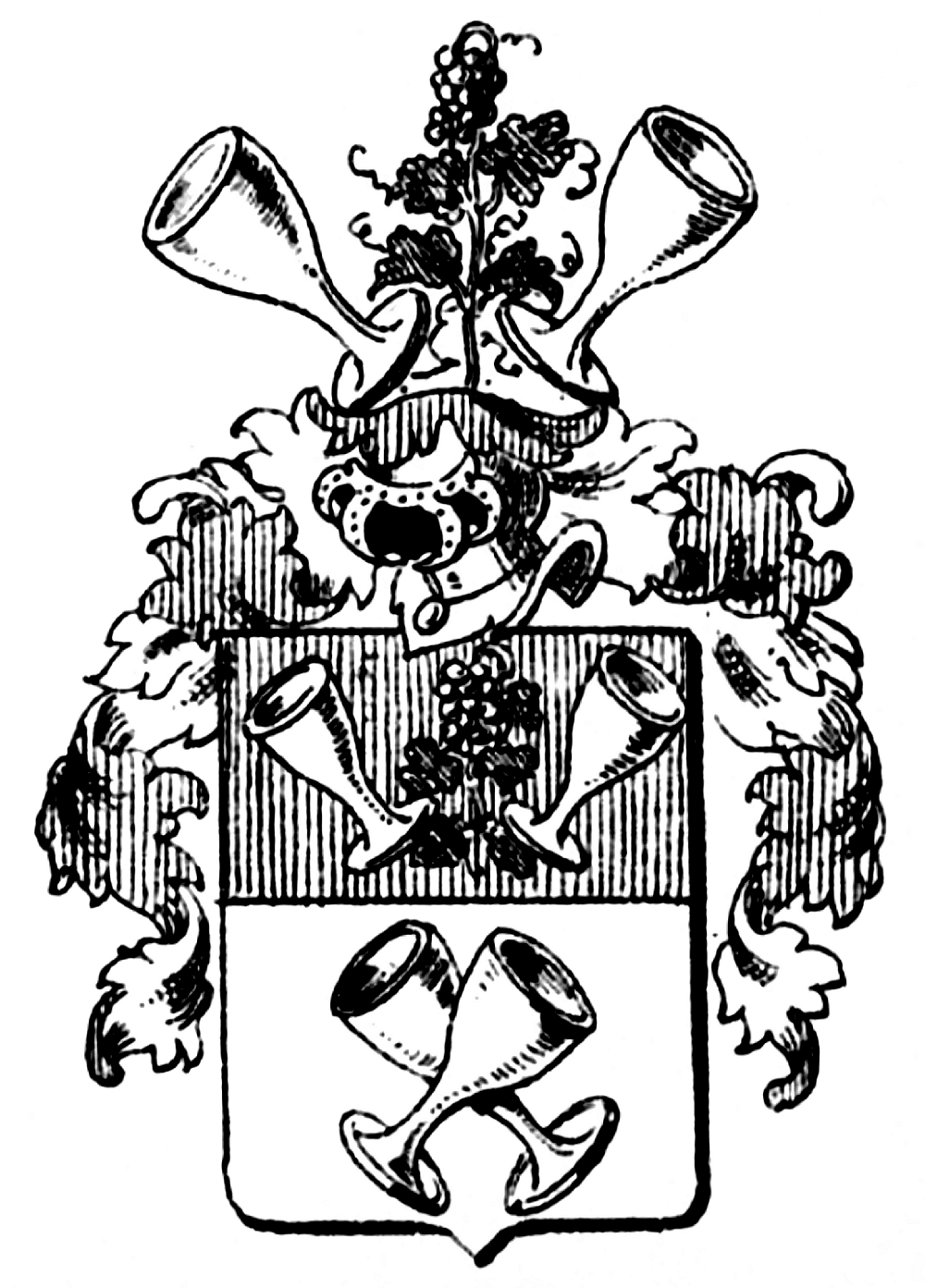
Wappen der Foller in Siebmachers Wappenbuch 1900
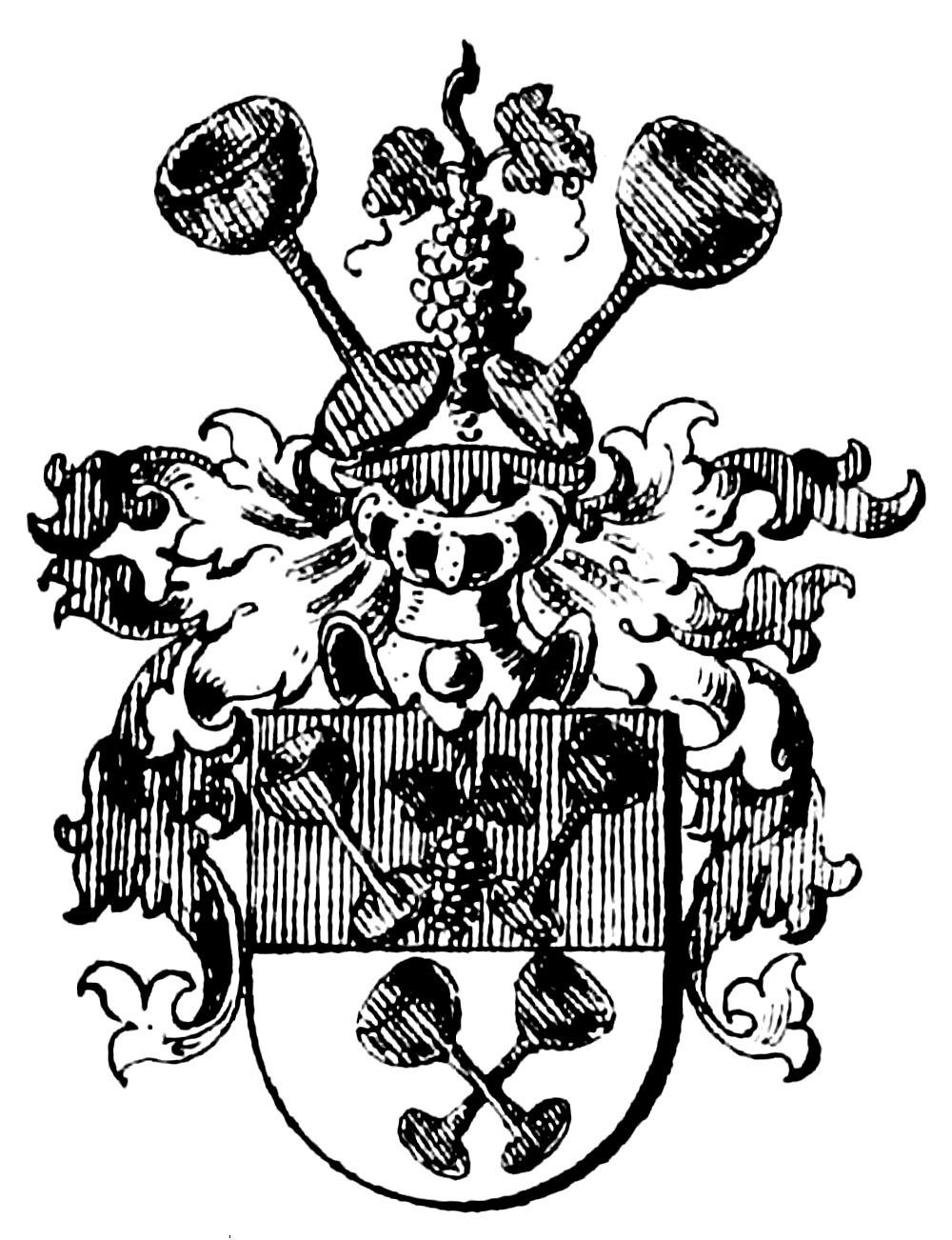
Wappen der Foller in Siebmachers Wappenbuch 1906